# Sugar (singel)
Sugar är en singel från 1998 av den amerikanska metalgruppen System of a Down. Låten är den första singeln som gruppen släppte, men den hade tidigare släppts på debutalbumet. "Sugar" är en av de tidigaste låtarna som bandet har spelat in och den finns med både på Demokassett 1 och Demokassett 4. På livekonserterna brukar bandet avsluta konserten med denna låt. I låtens text nämns följande rader: "I got a gun the other day from Sako", där Sako under många år har varit en okänd person för fansen. Dock introducerades denne Sako på den sista konserten som bandet höll, innan de gjorde uppehåll, den 13 augusti 2006. "Sugar" hamnade på plats 67 på KROQ:s Top 106.7 of 1999 och den finns även med i spelet Madden NFL 10.
Musikvideon regisserades av Nathan Cox. Den visar kärnvapentest från Operation Upshot-Knothole, klipp från filmen Metropolis och hängningar från Förintelsen. Hela musikvideon börjar med referens till filmen Network, där en person yttrar följande ord:
| ”            | Good evening, I'm Eric Alost [America Lost]. NATO forces bomb Serbia and Kosovo. An unidentified man is being held for questioning by the FBI for suspected links to last month's biological virus deaths. In local news, a dog named Hero takes the grand prize at the annual... I wish I could tell you more pertinent news, but we're in a rating system here, and the key factor is "sensationalism". They've got you running in circles, 9 to 5, and 5 to 9... you're mine! I tell you what they want you to know, and you consider it the truth. Nobody is opening their eyes! Our global economy is depleting the world of our lives and natural resources! AND ARE YOU HAPPY?! COME ON! I WORK FOR THE SYSTEM! | „ |
| – Eric Alost | |   |

## Låtlista
Alla låtar är skrivna och komponerade av System of a Down, om inte annat anges. 
| Nr | Titel                    | Längd |
| -- | ------------------------ | ----- |
| 1. | Sugar                    | 2:34  |
| 2. | War? (Live-version)      | 2:47  |
| 3. | Sugar (Live-version)     | 2:23  |
| 4. | Suite-Pee (Live-version) | 3:04  |

| 1. | Sugar              | 2:34 |
| 2. | Sugar (Censurerad) | 2:34 |

| 1. | Sugar                    | 2:34 |
| 2. | Suite-Pee (Live-version) | 2:59 |
| 3. | War? (Live-version)      | 2:50 |
| 4. | Sugar (Live-version)     | 2:29 |

| 1. | Sugar               | 2:34 |
| 2. | War? (Live-version) | 2:47 |

| 1. | Sugar (Live-version)     | 2:23 |
| 2. | Suite-Pee (Live-version) | 3:04 |

## Sugar E.P.
Detta var den första EP:n som System of a Down släppte. Den innehåller endast tre låtar, nämligen "Sugar", "War?" och "Storaged" (här stavad "Störagéd"). Både "Sugar" och "War?" är från bandets debutalbum som de släppte året innan. "Storaged" är däremot endast med på den japanska versionen av detta album. Live-låtarna spelades in den 19 januari 1999 på Irving Plaza i New York, New York.

### Låtlista
Alla låtar är skrivna och komponerade av System of a Down, om inte annat anges. 
| Nr | Titel                           | Längd |
| -- | ------------------------------- | ----- |
| 1. | Sugar                           | 2:34  |
| 2. | Sugar (Censurerad)              | 2:34  |
| 3. | Störagéd                        | 1:19  |
| 4. | Sugar (Live-version)            | 2:24  |
| 5. | War? (Live-version)             | 2:44  |
| 6. | Sugar (Censurerad live-version) | 2:24  |
| 7. | War? (Censurerad live-version)  | 2:44  |